# Mesoleptus enodis
Mesoleptus enodis là một loài tò vò trong họ Ichneumonidae.